# بواكو
بواكو هي عاصمة وبلدية محافظة بواكو في دولة نيكاراغوا، ويبلغ عدد سكان مدينة بواكو 19.000 نسمة (تقديرات 2006)، وتبلغ مساحتها 1.086.810 كم2. وتقع المدينة على الجبال، وتبعد عن عاصمة نيكاراغوا ماناغوا حوالي 88 كم.

## جغرافية المدينة
تقع مدينة بواكو في المنطقة الوسطى من السلسلة الجبلية في نيكاراغوا، وتعتبر تضاريس المدينة غير منتظمة، بحيث تقع المدينة على ارتفاع 360 م عن سطح البحر.

### المناخ
بواكو تتميز بمناخ متنوع، يتراوح بين مناخ الغابات الاستوائية ومناخ المراعي الاستوائية. ويبلغ متوسط درجة الحرارة ما بين 28 درجة مئوية خلال الصيف و 18 درجة مئوية في جيسمبر. ويكون هطول الأمطار بمستوى 1.200 - 2.000 مم سنوياً.

## الاقتصاد
تعتبر بواكو محور اقتصادي مهم للأراضي الزراعية وتربية المواشي في نيكاراغوا، وقد لعبت المدينة دوراً هاماً في اقتصاد البلاد، وكذلك توفير منتجات لحوم الأبقار وألبانها إلى بقية المنطقة، فضلاً عن التصدير إلى البلدان الأخرى. وتمثل القوى العاملة في بواكو حوالي 40% من سكان المدينة، وتعاني المدينة ببطالة حوالي 13% من ساكنيها.